# Karcsa
Karcsa é um município da Hungria, situado no condado de Borsod-Abaúj-Zemplén. Tem 43,69 km² de área e sua população em 2015 foi estimada em 1.820 habitantes.